# Giotto Dainelli
Giotto Dainelli Dolfi (Firenze, 19 maggio 1878 – Firenze, 16 dicembre 1968) è stato un geografo e geologo italiano.

## Biografia
Figlio di un generale, si abituò sin da giovanissimo a viaggiare. Laureatosi in Scienze naturali nel 1900 all'Istituto di Studi Superiori di Firenze con Carlo De Stefani, di cui fu discepolo, si perfezionò in seguito all'Università di Vienna. Nel 1903 divenne libero docente in geologia e geografia fisica a Firenze, e dal 1914 al 1921 tenne la cattedra di geografia a Pisa. Dopo una breve parentesi a Napoli, fece ritorno a Firenze, dove nel 1924 assunse la cattedra di Geologia e paleontologia.
Compì numerose spedizioni esplorative in Africa Orientale e in Asia: nel 1905-1906 in Eritrea; nel 1913-1914 nel Karakorum, in quella che fu la più importante spedizione esplorativa italiana in Asia del ventesimo secolo; nel 1936-1937 sul lago Tana, in Etiopia, su incarico dell'Accademia d'Italia. Portano il nome di Dainelli una trentina di specie fossili e quattro viventi. Egli inoltre scoprì la sorgente del fiume Yarcand in Tibet.
Fu presidente della Società Geologica Italiana, nonché socio della Pontificia Accademia delle Scienze e dell'Accademia dei Lincei, quindi dell'Accademia d'Italia. Aderì alla Repubblica Sociale Italiana e nel febbraio del 1944 fu nominato podestà di Firenze, l'ultimo prima della liberazione della città nell'agosto dello stesso anno. In seguito all'uccisione di Giovanni Gentile da parte dei gappisti, divenne presidente dell'Accademia d'Italia, carica che mantenne fra il 1944 ed il 1945.
Con l'arrivo degli Alleati Dainelli si trasferì a Salò, continuando il suo incarico alla presidenza dell'Accademia d'Italia.
Nel 1953 si ritirò dall'insegnamento, stabilendosi a Roma. Nel 1954 ricevette la medaglia d'oro della Società Geografica Italiana, che conserva un fondo a lui legato.  Fu autore di oltre 600 pubblicazioni scientifiche. Scrisse, fra l'altro, La conquista della Terra. Storia delle esplorazioni (1950), testo non scientifico ma di notevole livello divulgativo, storico e tecnico.
Morì novantenne a Firenze.